# Seytan
Seytan (español: Satán) es una película de terror y una versión turca de la película norteamericana El Exorcista, de 1973.

## Sinopsis
Gül (Canan Perver) es una niña de doce años que vive con su madre (Meral Taygun) en una acogedora vida de la alta sociedad de Estambul.
La madre de Gül empieza a notar cambios dramáticos en su hija pero ella piensa que están relacionados al crecimiento. Gül, ha practicado la Ouija y no sabe lo peligroso que es. La madre empieza a escuchar ruidos y golpes extraños en la habitación de Gül, incluso esta aclara a su mamá que su cama se mueve, y ella ahora cree que podría ser una lesión cerebral.
Gül soporta pruebas médicas psicológicas y mentales, pero todo sale normal. Sin más ayuda médica, los doctores le recomiendan a la madre de Gül practicarle un exorcismo. 
La mamá busca ayuda de Tugrul Bilge (Cihan Ünal), quien cree él la pueda ayudar. 
Gül ya poseída, le dice a Tugrul que ella es el mismo diablo y que solo saldría del cuerpo de la niña cuando ella muriera.
Tugrul busca a un experimentado exorcista (Agah Hün) , para empezar el exorcismo. Él y Tugrul intentan extraerle el ser maligno a Gül, pero sin éxito alguno. Luego de recibir risas burlonas, insultos y golpes por parte del demonio, el señor exorcista muere de un ataque al corazón,y entonces Tugrul, enfurecido, le da una paliza al Demonio. El ser posee a Tugrul y éste, antes de perder la voluntad, se lanza por la ventana de la habitación de Gül, él finalmente muere después de haber caído por unas escaleras. 
Gül se recupera y no parece recordar nada de lo sucedido.

## Estreno
| País    | Fecha                  |
| ------- | ---------------------- |
| Turquía | 1 de noviembre de 1974 |

## Reparto
| Actriz/Actor  | Personaje    |
| ------------- | ------------ |
| Canan Perver  | Gül          |
| Cihan Ünal    | Tugrul Bilge |
| Meral Taygun  | Madre de Gül |
| Agah Hün      | Exorcista    |
| Erol Amaç     | Policía      |
| Ekrem Gökkaya | Ekrem        |
| Ali Taygun    | Doctor       |

- Datos: Q2757891